# Mission ukrainienne de maintien de la paix en Irak
La Mission ukrainienne de maintien de la paix en Irak (en ukrainien : Українська миротворча місія в Іраку) est une force militaire envoyée par l'Ukraine et intégrée à une force multinationale dirigée par la Pologne dans la zone d'occupation polonaise en Irak lors de la guerre d'Irak.

## Historique

### Contexte
Avant l'invasion de l'Irak en 2003, l'Ukraine est déjà engagée au Moyen-Orient, participant aux activités d'inspection de la Commission de contrôle, de vérification et d'inspection des Nations Unies (COCOVINU). Kostyantyn Hrychtchenko, un diplomate ukrainien, est l'un des seize commissaires de la COCOVINU et la délégation ukrainienne auprès des Nations Unies exprime son soutien à un accord entre la COCOVINU, le gouvernement irakien et l'Agence internationale de l'énergie.

### Débats et motivations politiques
En 2002, peu de temps avant d'envoyer des troupes en Irak, le gouvernement ukrainien avait autorisé la vente d'un radar passif Koltchouga à l'Irak, dirigé par Saddam Hussein. Cette décision mécontente les États-Unis, qui suspendent leur aide à l'Ukraine, à hauteur de 55 millions de dollars.
Le gouvernement ukrainien s'implique également dans la guerre en Irak en partie à cause des préoccupations politiques du président Leonid Koutchma. En 2003, sa popularité est au plus bas après que le scandale des cassettes, en 2000, a donné lieu à un mouvement de protestation de masse, « L'Ukraine sans Koutchma ». Au niveau international, le scandale des cassettes dégrade les relations avec l'Ukraine de Koutchma, qui est accusé d'avoir fait assassiner le journaliste Gueorgui Gongadzé. Bien que le gouvernement ukrainien nie ces allégations, le FBI déclare que les enregistrements du scandale des cassettes sont authentiques.
L'isolement international de l'Ukraine sous Koutchma le pousse à s'impliquer dans la guerre. Ievhen Martchouk, alors secrétaire du Conseil de défense et de sécurité nationale de l'Ukraine, revendique la responsabilité de l'implication de l'Ukraine dans la guerre  et déclare que Koutchma était à l'origine opposé à l'envoi de troupes. Si l'implication ukrainienne dans la guerre en Irak contribue à apaiser les relations entre l'Ukraine et les États-Unis, un diplomate occidental déclare au Washington Post en 2003 que « la coopération sur l'Irak n'est pas une panacée pour tout dans la relation ».

### Décision d'envoi des troupes
Le 18 mars 2003, deux jours avant le début de l'invasion de l'Irak, Leonid Koutchma signe le décret présidentiel 227, envoyant le 19e bataillon de protection NRBC au Koweït, invoquant le risque d'utilisation d'armes de destruction massive contre la population civile.
A la mi-mai 2003, le Conseil de défense et de sécurité nationale d'Ukraine recommande l'envoi de forces ukrainiennes en Irak en tant que force de maintien de la paix. Leonid Koutchma donne son accord à une telle mesure, déclarant son intention de faire agir ces soldats sous le commandement polonais, déjà impliqué en Irak. Carlos Pascual, ambassadeur des États-Unis en Ukraine, exprime également son soutien à l'engagement ukrainien dans la guerre d'Irak, soulignant que les États-Unis pourraient assumer une partie des dépenses liées au transport des soldats sur le théâtre d'opération.
Le 5 juin 2003, la Rada vote une loi proposée par Leonid Koutchma validant l'envoi de forces ukrainiennes en Irak, par 273 voix sur 450. Les troupes viennent de la capitale Kyiv, et de la ville portuaire du Sud de l'Ukraine, Mykolaïv. Les premières unités engagées (350 soldats) décollent de l'aéroport de Kiev-Boryspil vers le Koweït le 7 août 2003, après un discours de Martchouk célébrant l'adhésion de l'Ukraine à la Charte des Nations unies et affirmant que « les efforts de stabilisation en Irak sont dans l'intérêt national de l'Ukraine ».

### Opérations en Irak
Le contingent ukrainien est déployé dans la province de Wâsit, au sein de la Division multinationale Centre-Sud, sous commandement polonais. Leur base opérationnelle est située dans la ville de Kut. 
En septembre 2003, une attaque contre des forces de maintien de la paix ukrainiennes a lieu dans la ville d'Al-Suwaira. Un engin explosif improvisé télécommandé est utilisé contre une patrouille motorisée. Personne n'est blessé dans l'attaque mais le véhicule est légèrement endommagé. Les soldats ukrainiens coopèrent également avec la police irakienne, notamment pour arrêter un braqueur de banque, opération durant laquelle ils saisissent deux armes (un AK-47 et un pistolet).

### Opposition de la population et retrait ukrainien
Bien que l'engagement de l'Ukraine en Irak fasse augmenter la popularité de Koutchma aux États-Unis et au Royaume-Uni, elle est hautement impopulaire en Ukraine, et ce dès son annonce. Selon un sondage réalisé par Dzerkalo Tyjnia et cité par The Guardian, 90 % des Ukrainiens sont opposés à l'implication de l'Ukraine dans la guerre et seulement 4,6 % la soutiennent. 57 % des Ukrainiens voient George W. Bush comme une menace pour la paix mondiale, contre 38 % pour Saddam Hussein. L'affaire est perçue, tant en Ukraine que dans certains pays étrangers, comme une tentative du président Leonid Koutchma de détourner l'attention du scandale des cassettes, qui, selon ses opposants, lie le président au meurtre du journaliste Gueorgui Gongadzé. 
Après l'élection présidentielle ukrainienne de 2004, le successeur de Koutchma, Viktor Iouchtchenko, annonce le départ du contingent ukrainien et les forces ukrainiennes se retirent partiellement en 2005. L'opposition de l'opinion publique à la guerre s'accroît encore après ce recul et la perte de Kut. La fuite des troupes ukrainiennes face aux insurgés mécontente les dirigeants de la coalition et conduit à une réévaluation des activités ukrainiennes en Irak. Une force est encore présente du 20 décembre 2005 au 9 décembre 2008, commandée par le colonel Henadii Lachkov, mais les derniers soldats partent en 2008, trois ans après la décision initiale de retrait.

## Forces engagées
Au maximum, la force ukrainienne déployée comprend un peu plus de 1 700 hommes sous commandement polonais,. Le déploiement initial, pour soutenir l'invasion de l'Irak en mars 2003, consiste en 448 soldats du 19e bataillon de protection NRBC, qui passe la frontière entre l'Irak et le Koweït le 11 août 2003. Ils sont remplacés le 28 août 2003 par 1 621 soldats de la 5e brigade mécanisée. Les 6e et 7e brigades mécanisées séparées les relaient finalement en 2004, augmentant légèrement le nombre total d'hommes engagés.
La force encore présente de 2005 à 2008 est commandée par le colonel Hennadii Lachkov et composée du 81e groupe tactique, avec un nombre réduit de soldats. 
Composition : 
1. 18 août 2003 : 5e brigade mécanisée, 1 621 soldats
2. 19 février 2004 : 6e brigade mécanisée, 1 795 soldats
3. 22 septembre 2004 : 7e brigade mécanisée, 1 722 soldats
4. 7 mai 2005 : 81e groupe tactique, 896 soldats.

## Pertes
Les pertes sont de 18 tués et 32 blessés. 

## Galerie

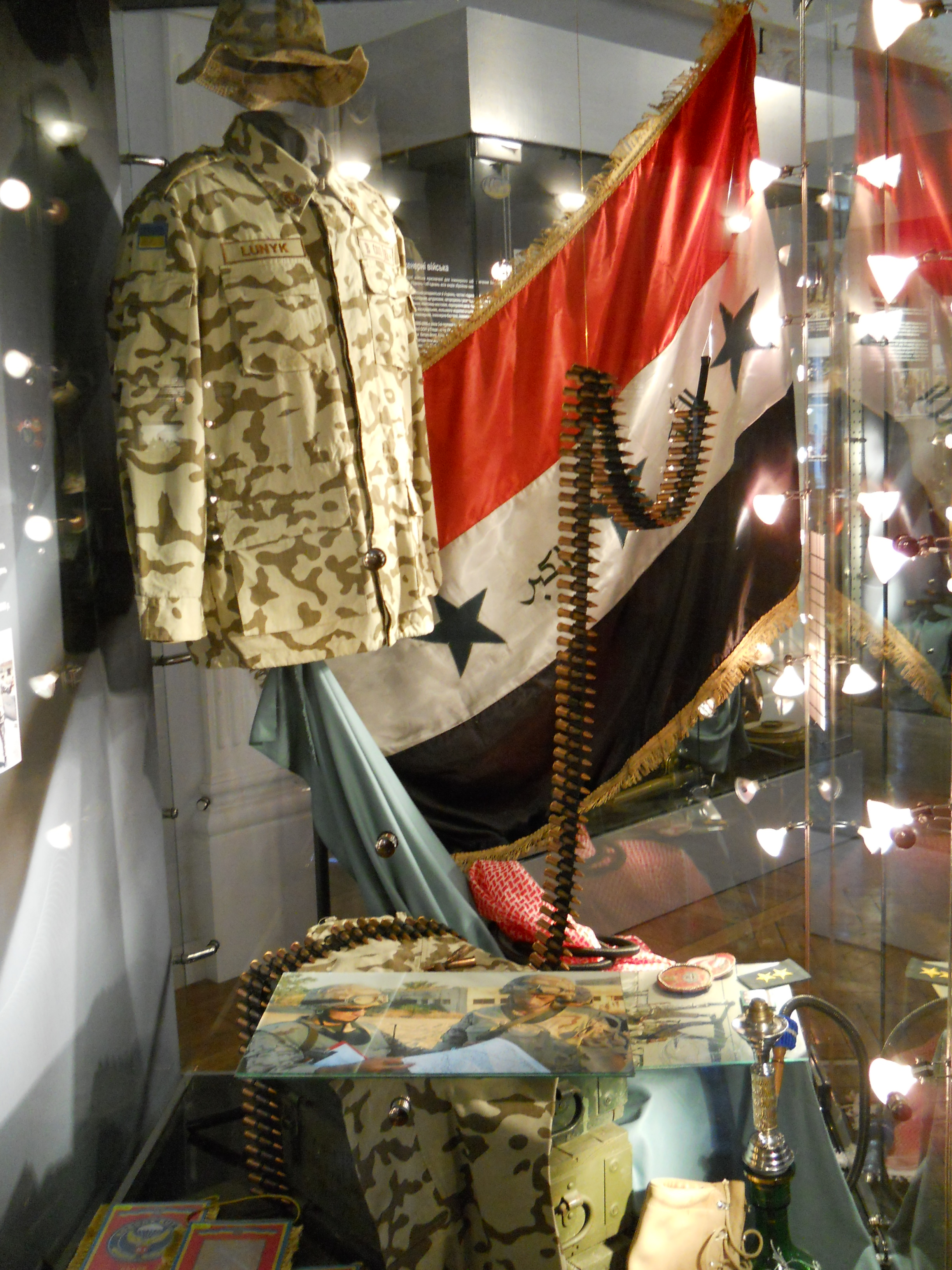
Au musée national d'histoire militaire de Kyiv.
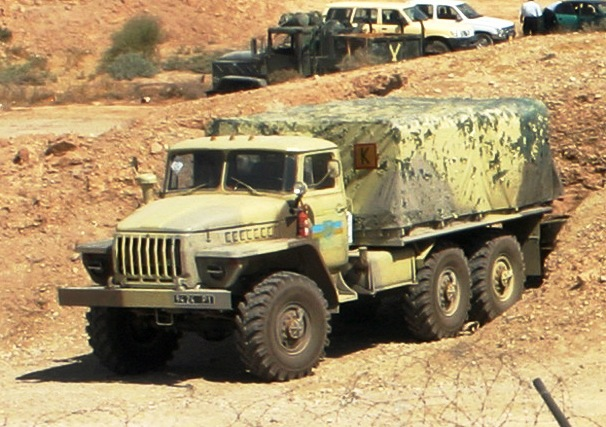
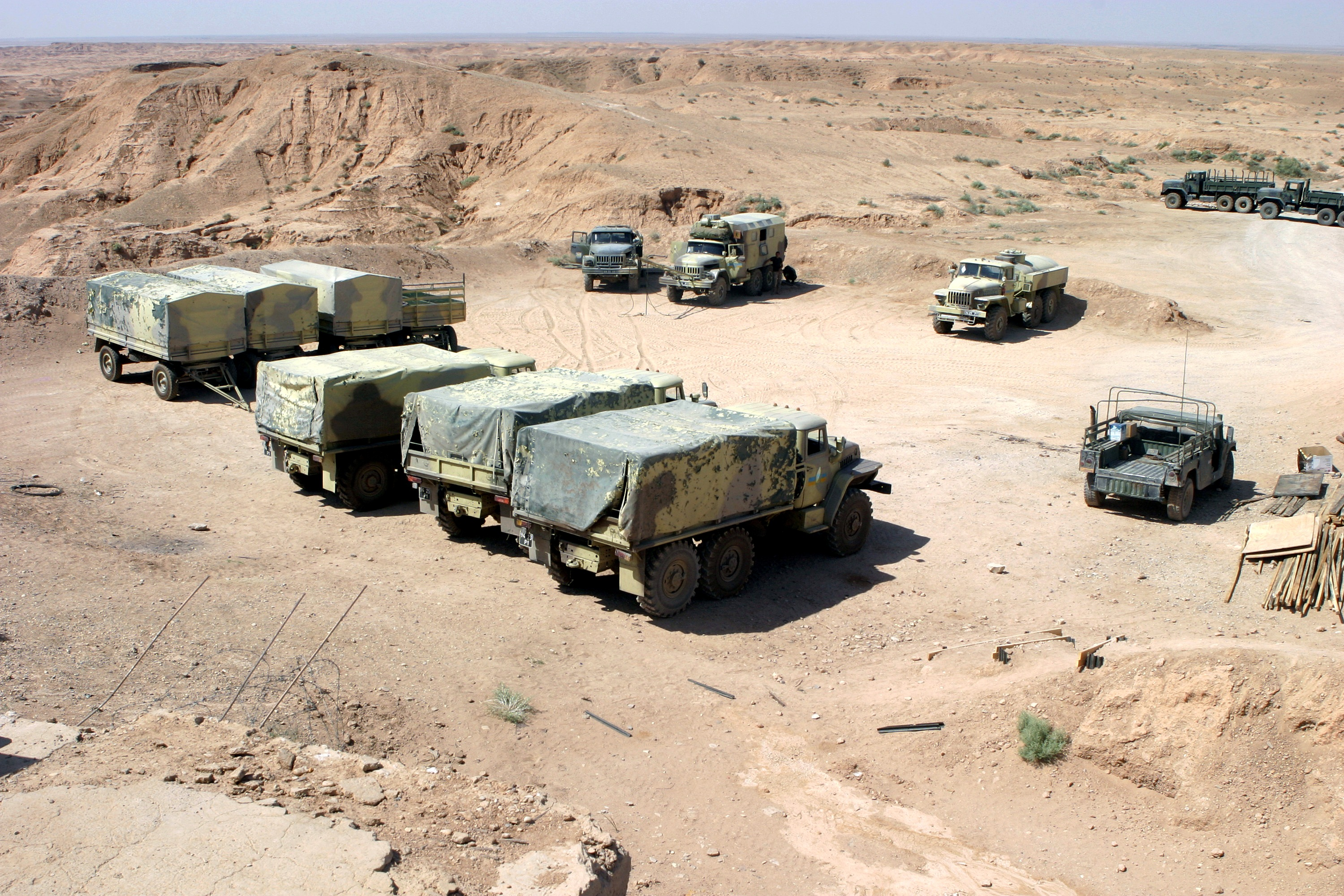
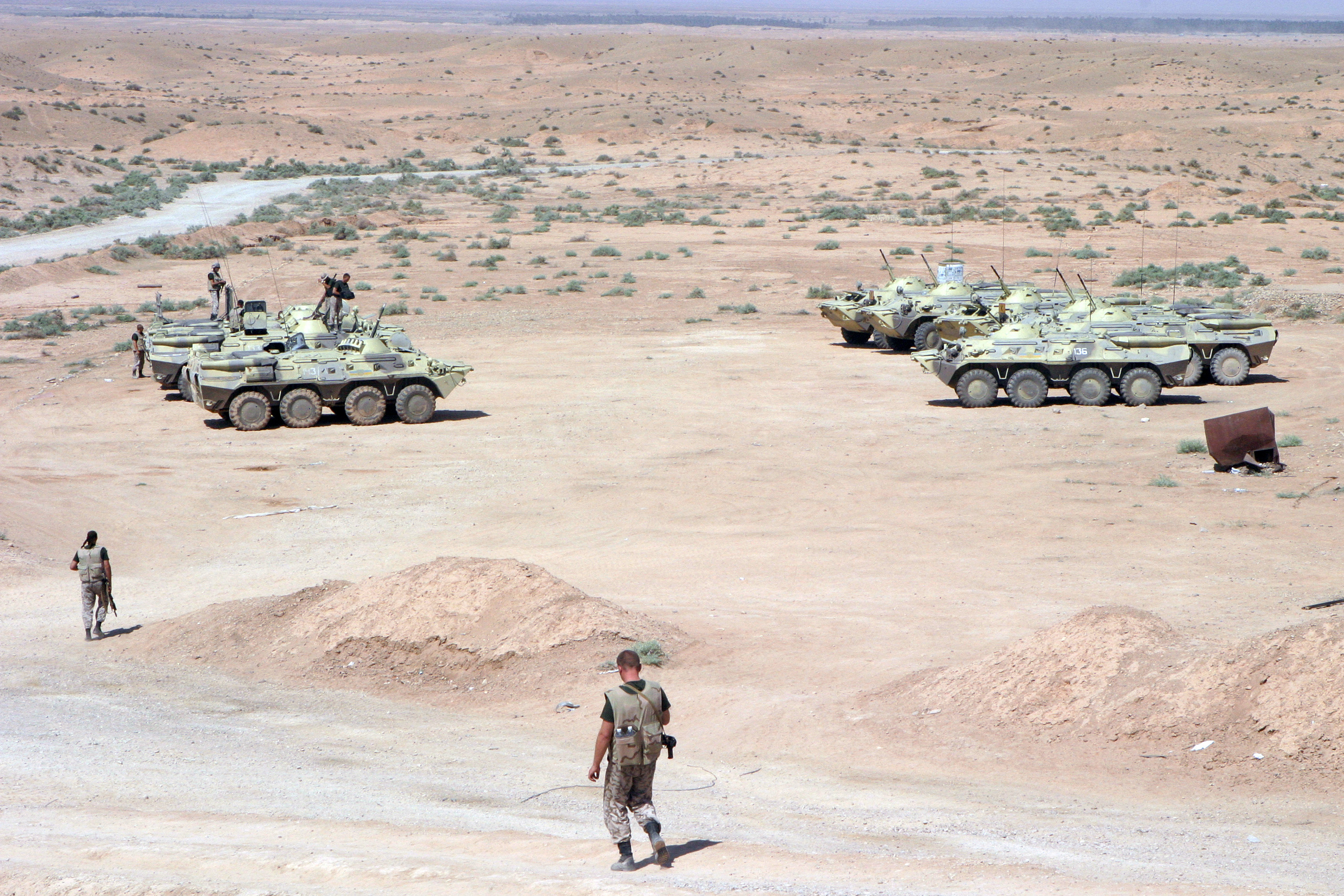
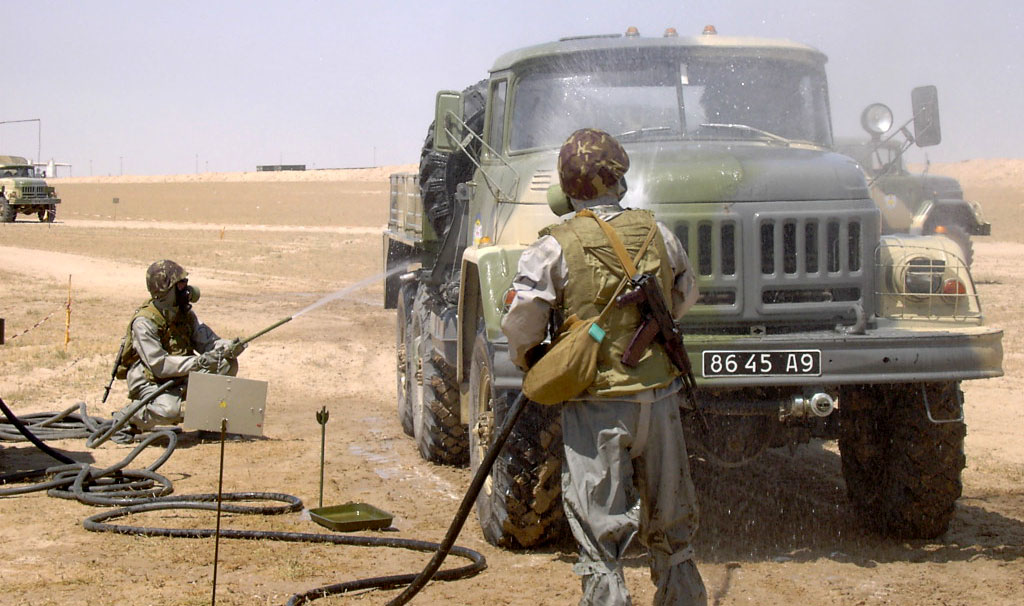
Unité de décontamination, camp Arifjan.